# عبد الحق عتقني
عبد الحق عتقني ملاكم مغربي، ولد في 9 فبراير 1988، متخصص في صنف خفيف الوسط (وزن أقل من 64 كلغ). يمارس ضمن نادي عين السبع بالدارالبيضاء ومهنته جندي.

## سيرته الرياضية
- خلال الألعاب العالمية العسكرية لسنة 2011 التي أقيمت في ريو دي جانيرو، فاز عبد الحق عتقني بالميدالية الفضية في منافسة وزن أقل من 64 كلغ بعد خسارته في النهاية أمام البرازيلي ايفرتون لوبيس ب 24 مقابل 10 .
- خلال دورة الألعاب العربية بالدوحة 2011 فاز بالميدالية الذهبية لوزن أقل من 64 بعد فوزه في النهاية على الجزائري سيدي علي براج ب 13 مقابل 4.

## مشاركته في الأولمبياد
2012

تأهل للمشاركة في الألعاب الأولمبية الصيفية 2012 بلندن بعد اجتيازه الدور الإقصائي الأفريقي الذي أجري في الدارالبيضاء بالمغرب.

النتائج:
| الملاكم        | الحدث              | دور ال 16                  | ربع النهائي      | نصف النهائي      | النهائي          | النهائي          |
| الملاكم        | الحدث              | المنافس نتيجة              | المنافس نتيجة    | المنافس نتيجة    | المنافس نتيجة    | رتبة             |
| -------------- | ------------------ | -------------------------- | ---------------- | ---------------- | ---------------- | ---------------- |
| عبد الحق عتقني | وزن أقل من 64 كلغ. | كولين موريشيوس خسر 16 - 10 | أقصي من دور ال16 | أقصي من دور ال16 | أقصي من دور ال16 | أقصي من دور ال16 |

## روابط خارجية
- عبد الحق عتقني على موقع أوليمبيديا (الإنجليزية)